# Ängom en Sundsudden
Ängom en Sundsudden (Zweeds: Ängom och Sundsudden) is een småort in de gemeente Sundsvall in het landschap Medelpad en de provincie Västernorrlands län in Zweden. Het småort heeft 51 inwoners (2005) en een oppervlakte van 26 hectare. Eigenlijk bestaat het småort uit twee plaatsen: Ängom en Sundsudden.